# سيفترياكسون
سيفترياكسون هو مضاد حيوي ينتمي إلى الجيل الثالث من عائلةالسيفالوسبورينات. ولعقار السيفترياكسون_مثل غيره من مركبات الجيل الثالث من السيفالوسبورينات_تأثير واسع الطيف ضد نشاط بكتيريا ايجابية الجرام وبكتريا سلبية الجرام. وفي معظم الحالات، فإنه يعتبر معادلا لسيفوتاكسيم من حيث قواعد السلامة والكفاءة. ويُسَوَّق سيفترياكسون صوديوم من قبل شركة هوفمان لا روش تحت الاسم التجاري Rocephin وتحت أسماء أخرى مختلفة في العديد من البلدان.

## الاستعمالات
سيفترياكسون غالبا ما يستخدم مع أنواع المايكرولايدات أو الأمينوغليكوزيدات لعلاج وتخفيف مرض ذات الرئة ويستخدم أيضا لعلاج التهاب السحايا الجرثومي. في طب الأطفال، ويُعْطَى عقار السيفترياكسون عادة للأطفال الرضع بين 4 و 8 أسابيع من العمر المصابون بالحمى لتجنب اصابتهم بتعفن الدم. ويستخدم أيضا في علاج مرض لايم، حمى التيفوئيد، والسيلان.
قد تُعَدَّل جرعات الوريد للمرضى الأصغر سنا كل 12-24 ساعة، وعلى حسب نوع وشدة الإصابة.
وفي علاج مرض السيلان، يحقن المريض في العضل مرة واحدة. وفي علاج لالتهاب الكلاميديا يوصى عادة مع أزيثروميسين ما لم يستبعد الأخير.
ويجب أن لا تخلط الجرعة خلال 48 ساعة من تناول العلاج مع محاليل أو منتجات تحتوي على الكالسيوم، حتى عن طريق خطوط ضخ مختلفة (اكتشفت حالات وفاة نادرة ناجمة عن ترسب الكالسيوم مع السيفترياكسون في الرئة والكليتين في حديثي الولادة).
وللحد من آلام الحقن العضلي، قد يعاد تحضير السيفترياكسون مع 1% ليدوكايين
وقد أثبت عقار السيفترياكسون كفاءة في منع الانتكاسات الناتجة عن تعاطى الكوكايين.

## التركيب الكيميائى
السيفترياكسون مسحوق بلوري برتقالى سهل الذوبان في الماء، وشحيح الذوبان في الميثانول وقليل جدا الذوبان في الايثانول. والرقم الهيدروجينى PH ل1 % من المحلول المائي هو 6.7
تمنح تركيبات الميثوكسيمينو الثبات ل " β-lactamase enzymes" الناتجة من العديد من بكتريا سلبية الجرام.وهذا الاستقرار يزيد نشاط السيفترياكسون قي مقاومة البكتريا سلبية الجرام. وفي حالة وهذا الاستقرار لβ - lactamases يزيد من نشاط سيفترياكسون ضد الغرام وخلاف ذلك مقاومة الجراثيم سلبية. وفي حالة "hydrolysed acetyl group of cefotaxime" فإن للسيفترياكسون ثبات أيضي جزئي.

## روابط إضافية
- مدلاين المعلومات الدوائية: السيفالوسبورينات (النظامية)—المعلومات من جامعة جنوب المحيط الهادئ ونصائح للمريض
- Rocephin U.S. Prescribing Information نسخة محفوظة 17 أكتوبر 2006 على موقع واي باك مشين.